# Спасо-Преображенська церква (Солдатське)
Спасо-Преображенська церква — християнська церква Сумської єпархії Української православної церкви, побудована в 1995 році.

## Розташування
Церква знаходиться в селі Солдатське Охтирського району Сумська області по вулиці Перемоги.

## Історія створення
У селі Солдатське довго не було свого храму. Лише в 1794 році побудували перший храм — Василя Великого. Іконостас для церкви Василя Великого придбали у Вольнівському монастирі, який на той час уже розпустили. У 1881 році почали будувати нову церкву Преображення Господнього за кошти мешканців села. У 1902 році неподалік від церкви була зведена початкова земська школа. В 1932 році церкву закрили, приміщення використовували під зерносховище, згодом — під майстерню та контору МТС. Знову Спасо-Преображенська церква (Солдатське) була відкрита 10 серпня 1995 році/

## Архітектура
Церква одноповерхова з двома банями.